# 七星水库
七星水库位于中国江西省上饶市广丰县铜钹山镇，建于丰溪支流十五都港上，大坝位于铜钹山镇七星村，是一座以防洪、发电为主要功能的中型水库。七星水库是铜钹山国家森林公园的重要组成部分。